# 増上寺

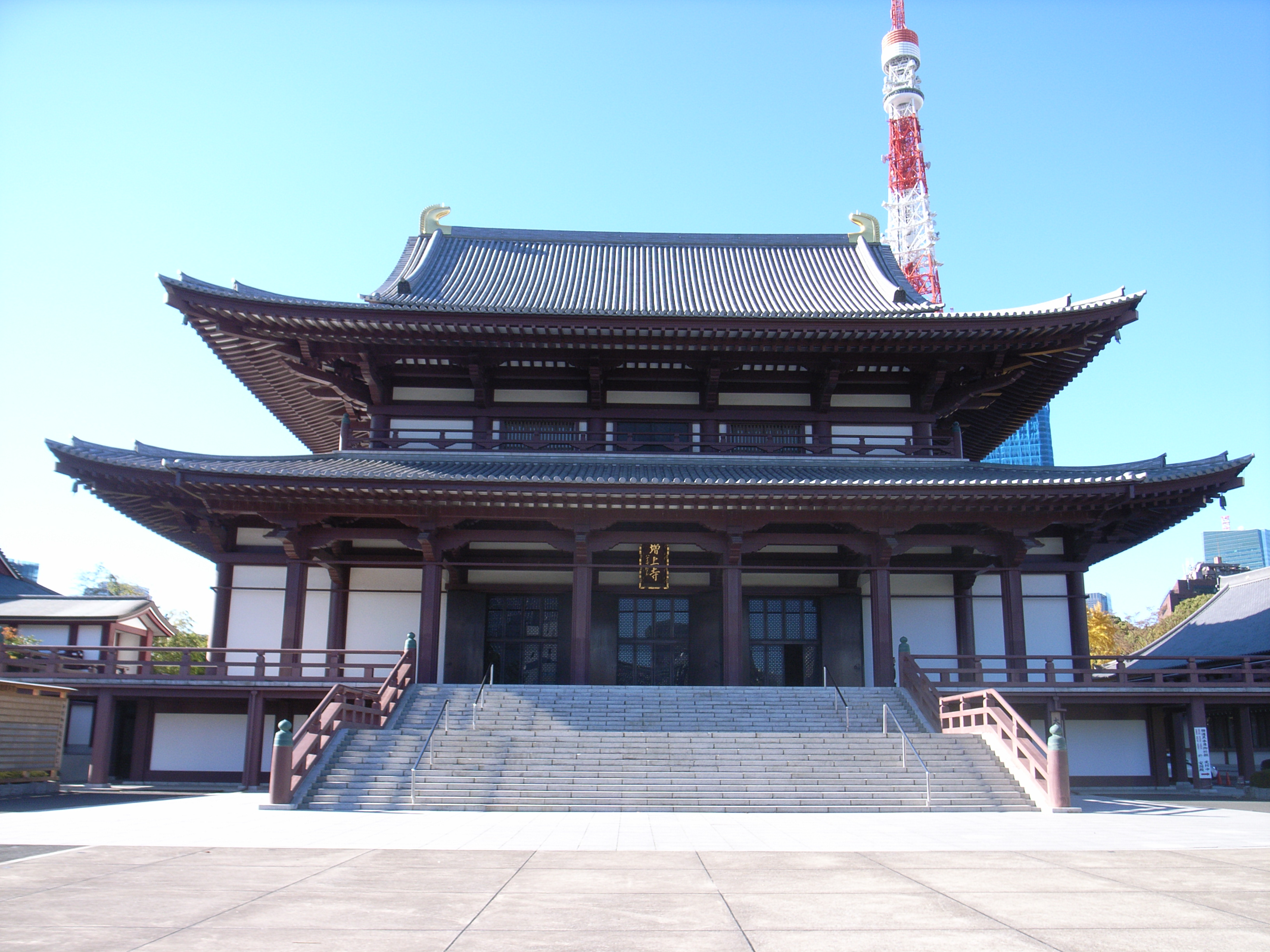
2021年11月にチタン瓦葺きで再度落慶した大殿（本堂）

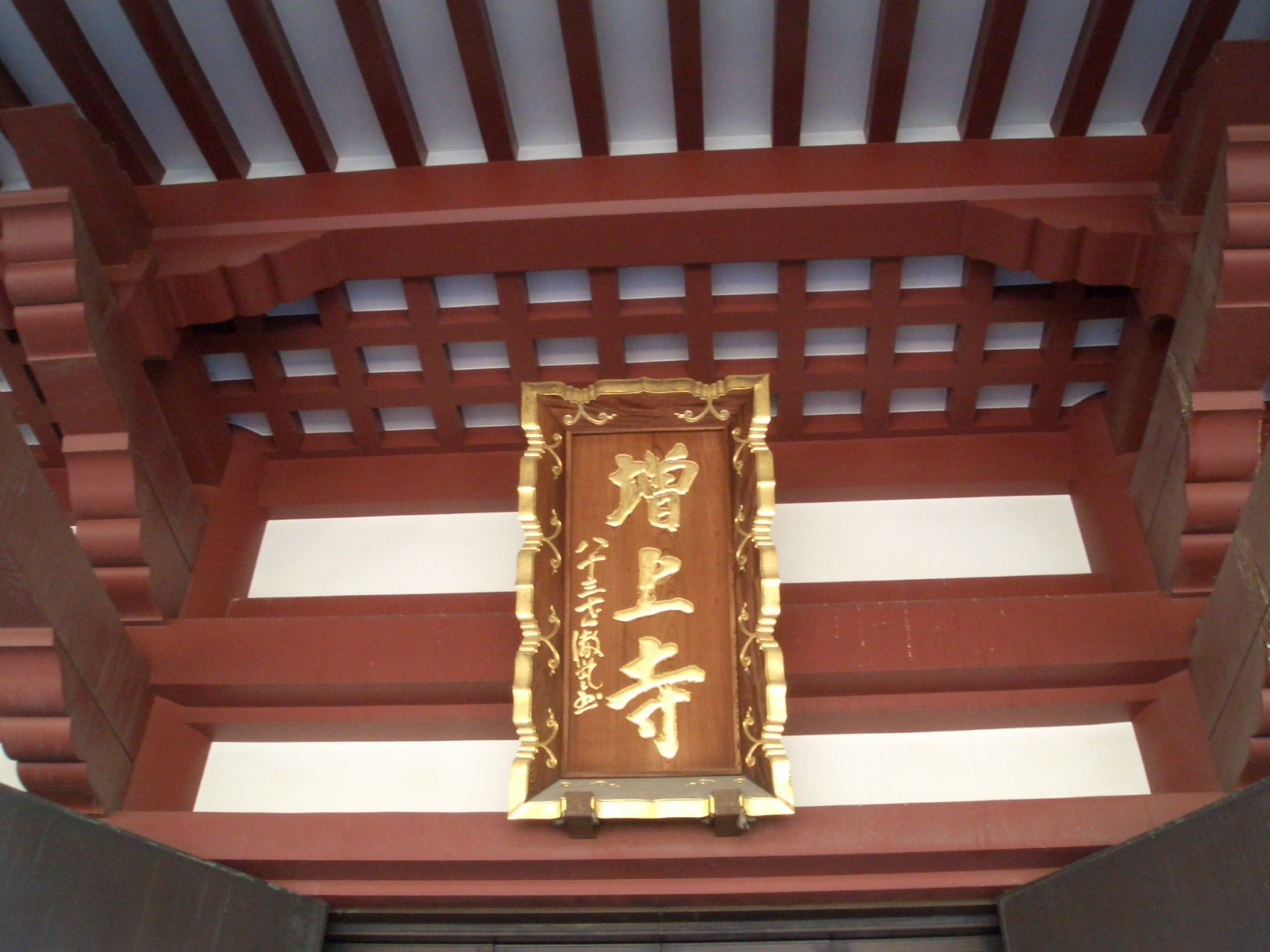
大殿の扁額

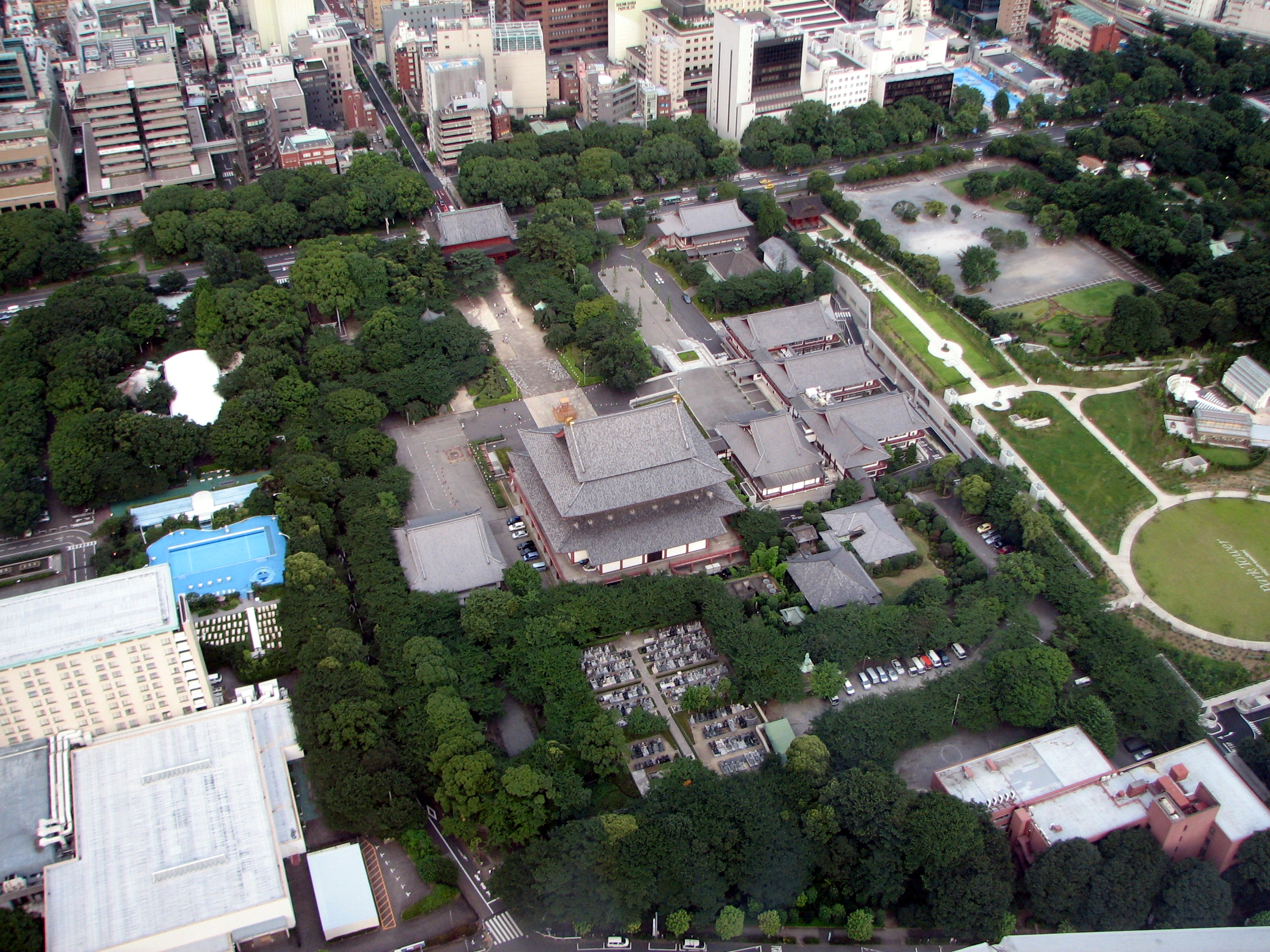
東京タワーより境内を望む。中央が大殿

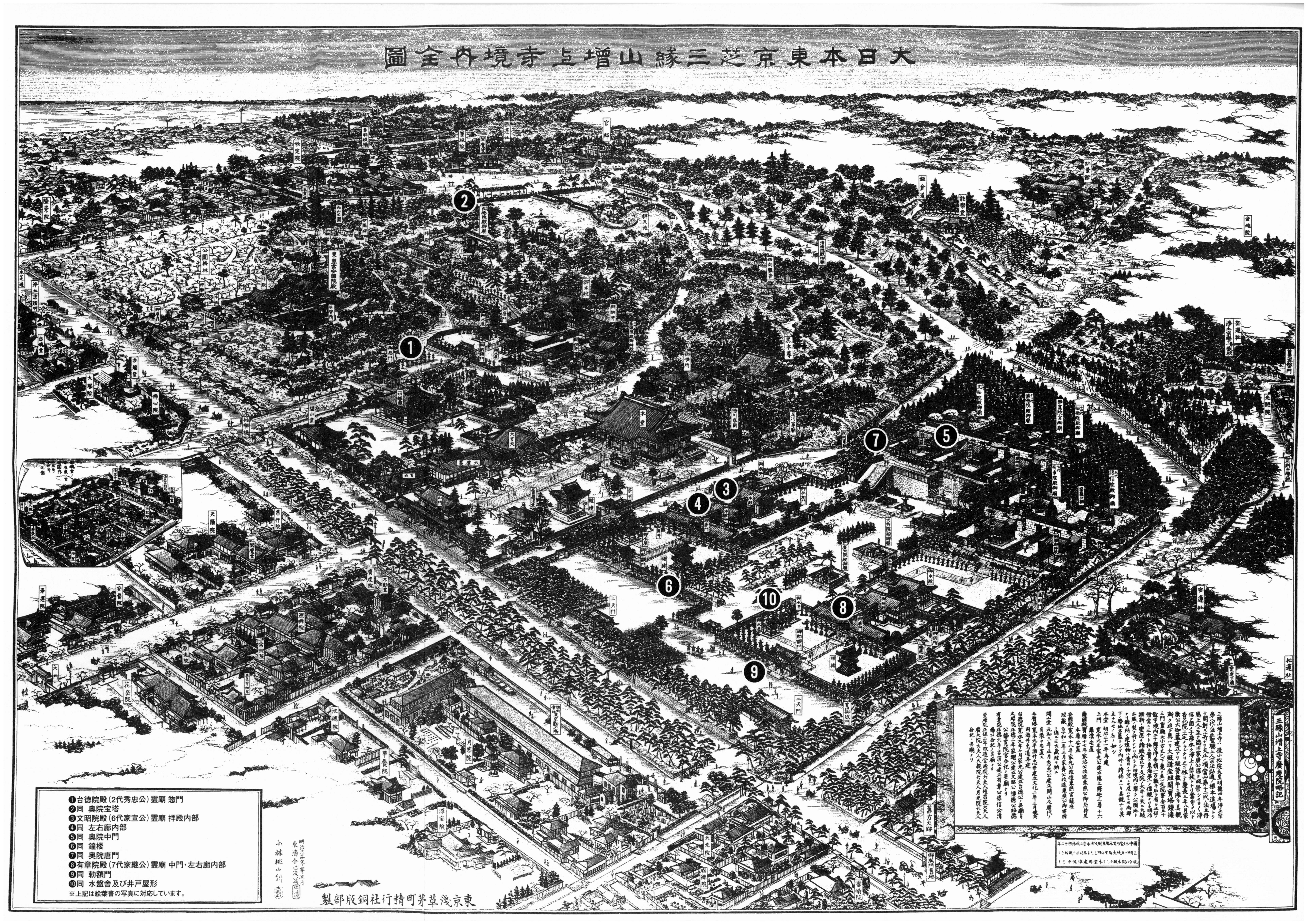
境内の鳥瞰図（1901年（明治34年））

増上寺（ぞうじょうじ）は、東京都港区芝公園四丁目にある浄土宗の仏教寺院。山号は三縁山。三縁山広度院増上寺（さんえんざん こうどいん ぞうじょうじ）と称する。

## 歴史
9世紀、空海の弟子・宗叡が武蔵国貝塚（東京市麹町区を経て現・千代田区麹町および紀尾井町あたり）に建立した光明寺が増上寺の前身だという。
室町時代の明徳4年（1393年）、浄土宗第8祖酉誉聖聡の時、真言宗から浄土宗に改宗し、寺号も増上寺と改めた。この聖聡が実質上の開山と言える。
聖聡は応永3年（1396年）に小石川（東京市小石川区を経て現・文京区）に草庵を立てて、師匠である了誉聖冏を招いた。これが後の伝通院になったという。
開基聖聡の弟子には、松平氏宗家3代松平信光開基の信光明寺開山釋誉存冏や、松平氏宗家4代松平親忠開基の大恩寺開山了暁慶善がいた。また松平親忠の第4子で、浄土宗総本山知恩院25世の超誉存牛や、徳川将軍家菩提寺大樹寺開山の勢誉愚底はいずれも聖聡の孫弟子であり、中世から松平氏や徳川氏とのつながりが深かった。
中世以降、徳川家の菩提寺となるまでの歴史は必ずしも明らかでないが、酉誉聖聡を継いで増上寺2世となった聡誉酉仰は甥であったと伝えられている。酉誉聖聡・聡誉酉仰共に千葉氏の出身とされていることから、千葉氏の庇護を受け、後に地元の領主であった江戸氏や太田氏の庇護を受けたという。なお、前述の釋誉存冏や同門の楽誉聡林、聡誉酉仰の弟子である讃誉空山も千葉氏の出身と伝えられており、初期増上寺と千葉氏の間に密接な関係がうかがえる。宝徳3年（1451年）には音誉聖観が3世となるが、間もなく享徳の乱に巻き込まれることになり、康正元年（1455年）には長尾景仲を追討する鎌倉公方足利成氏が増上寺に陣を構え、文明3年（1481年）には戦火で焼失したとされている。その後、隆誉珠阿・天誉了聞・僧誉智雲・親誉周仰・杲誉天啓・道誉貞把が増上寺を継いでいる。彼らは太田氏やその主筋の上杉氏に近く、親誉周仰は世田谷の吉良氏出身であることが知られている。
永禄6年（1563年）、後北条氏の重臣・大道寺政繁の甥で杲誉天啓の門下にあった感誉存貞が10世に就任する。存貞は後北条氏との関係を強める一方で増上寺の再建と綱紀の粛正を図った。その後は、筑後国の中西氏（菊池氏の庶流）出身で、感誉存貞から大長寺を譲られるなど信頼の厚かった門弟の雲誉円也が11世に就任している。
通説では天正18年（1590年）、徳川家康が江戸入府の折、たまたま増上寺の前を通りかかり、12世源誉存応と対面したのが徳川家の菩提寺となるきっかけだったという。貝塚から、一時日比谷へ移った増上寺は、江戸城の拡張に伴い、慶長3年（1598年）、家康によって現在地の芝へ移された。風水学的には、寛永寺を江戸の鬼門である上野に配し、裏鬼門の芝の抑えに増上寺を移したものと考えられる。ただし慶長7年頃の江戸を描いたとされる『別本慶長江戸図』には後の西の丸下、日比谷入江に面する箇所に「僧正殿」との記述がありこれを増上寺とする説がある。この場合、芝の土地を拝領したものの関ヶ原合戦等で伽藍完成が遅れたと考えられる。
また、徳川家の菩提寺であるとともに、檀林（学問所及び養成所）がおかれ、関東十八檀林の筆頭となった。なお、延宝8年（1680年）6月26日に行われた将軍徳川家綱の法要の際、奉行の一人で志摩国鳥羽藩主内藤忠勝が、同じ奉行の一人で丹後国宮津藩主永井尚長に斬りつけるという刃傷事件を起こしている（芝増上寺の刃傷事件）。なおテレビドラマ『水戸黄門・第17部』においては、この一件が水戸光圀の旅立ちのきっかけとして描かれている（光圀の諸国漫遊はフィクション）。
元禄14年（1701年）3月に江戸下向した勅使が増上寺を参詣するのをめぐって畳替えをしなければならないところ、高家の吉良義央が勅使饗応役の浅野長矩に畳替えの必要性を教えず、これが3月14日の殿中刃傷の引き金になったという挿話が文学作品『忠臣蔵』で有名である。畳替えの件が史実であるかは不明。なお、長矩は内藤忠勝の甥である。
明治維新直後には、神道国教化政策の下、半官半民の神仏共同教導職養成機関である大教院の本部となり、大教院神殿が置かれた。参道には、通常は神社に建てられる鳥居が置かれた。のち1874年（明治7年）1月1日、排仏主義者により放火される。徳川幕府の崩壊、明治維新後の神仏分離の影響により規模は縮小し、境内の広範囲が芝公園となる。
1923年（大正12年）の関東大震災では、大門に大きな被害が生じた（解体して回向院に移築）。
同年10月29日には、朝鮮同胞遭難者追悼大法要も行われた。
第二次世界大戦中の空襲、特に1945年（昭和20年）4月の第2次東京大空襲と翌5月の第3次東京大空襲によって徳川家霊廟や五重塔をはじめとした遺構を失う大きな被害を受けた。また、短期間ではあるが西遊記の三蔵法師で有名な玄奘の遺骨が安置されていたが、こちらも移動された。現在は埼玉県さいたま市岩槻区の慈恩寺にある。ちなみに遺骨はその後、奈良県奈良市の薬師寺と台湾南投県日月潭の玄奘寺に分骨されている。
東京タワーの建設時、増上寺は墓地の一部を土地として提供している。なお、この付近の町名（芝大門）や地下鉄の駅名（大門駅）に使われている「大門」とは、増上寺の旧総門のことを指す。2021年現在の大門は1937年に東京市が市民の寄付を募って改築したコンクリート造のものである（詳しくは後述）。

2022年7月11日、同年同月8日に奈良県内で被弾し暗殺された第90・96-98代内閣総理大臣安倍晋三の告別式が執り行われた。
2022年10月、解脱門の楼上の夜間公開を実施。これは建立以降初めてのことである。
2025年7月、ユネスコの「世界の記憶」に、「増上寺が所蔵する三種の仏教聖典叢書」（申請者:増上寺）が新たに登録されることが決定。

## 伽藍
- 三解脱門（さんげだつもん、重要文化財） - 戦災を免れた建物の1つで、元和8年（1622年）建立の二重門（重層で、各層に屋根が付く門）。この門をくぐると、三毒（3つの煩悩、即ち貪、瞋、癡）から解脱できるとされる。内部には釈迦三尊像と十六羅漢像が安置されている。
- 大殿 - 1974年（昭和49年）の再建。室町期の阿弥陀如来像、脇仏に法然上人像、善導大師像がまつられている。
- 安国殿 - 「黒本尊」といわれる室町時代の恵心僧都作とされる秘仏の阿弥陀如来を祀っている。徳川家康が崇拝し、当初は2尺6寸（約80cm）あった金色の立像であったが、長年の香煙により、黒ずんでしまった。正月15日、5月15日、9月15日にのみ開帳され、「黒本尊」と墨書きされた朱印が授与される。

## 徳川家霊廟

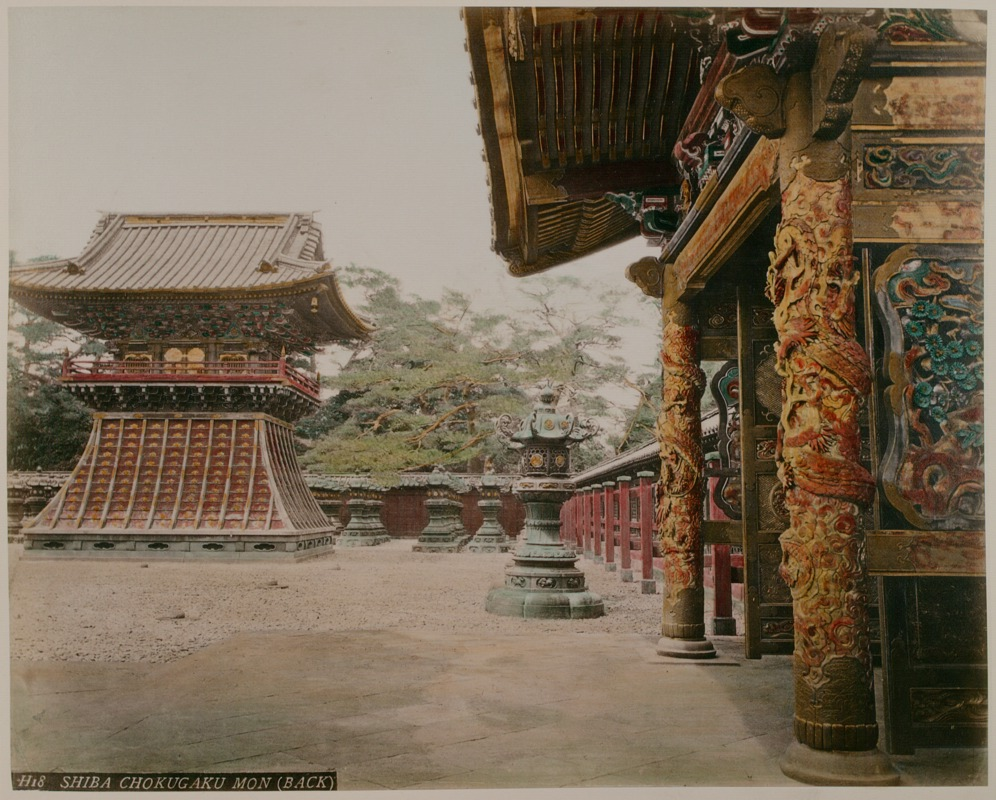
有章院霊廟　鐘楼及び勅額門（戦災で焼失）

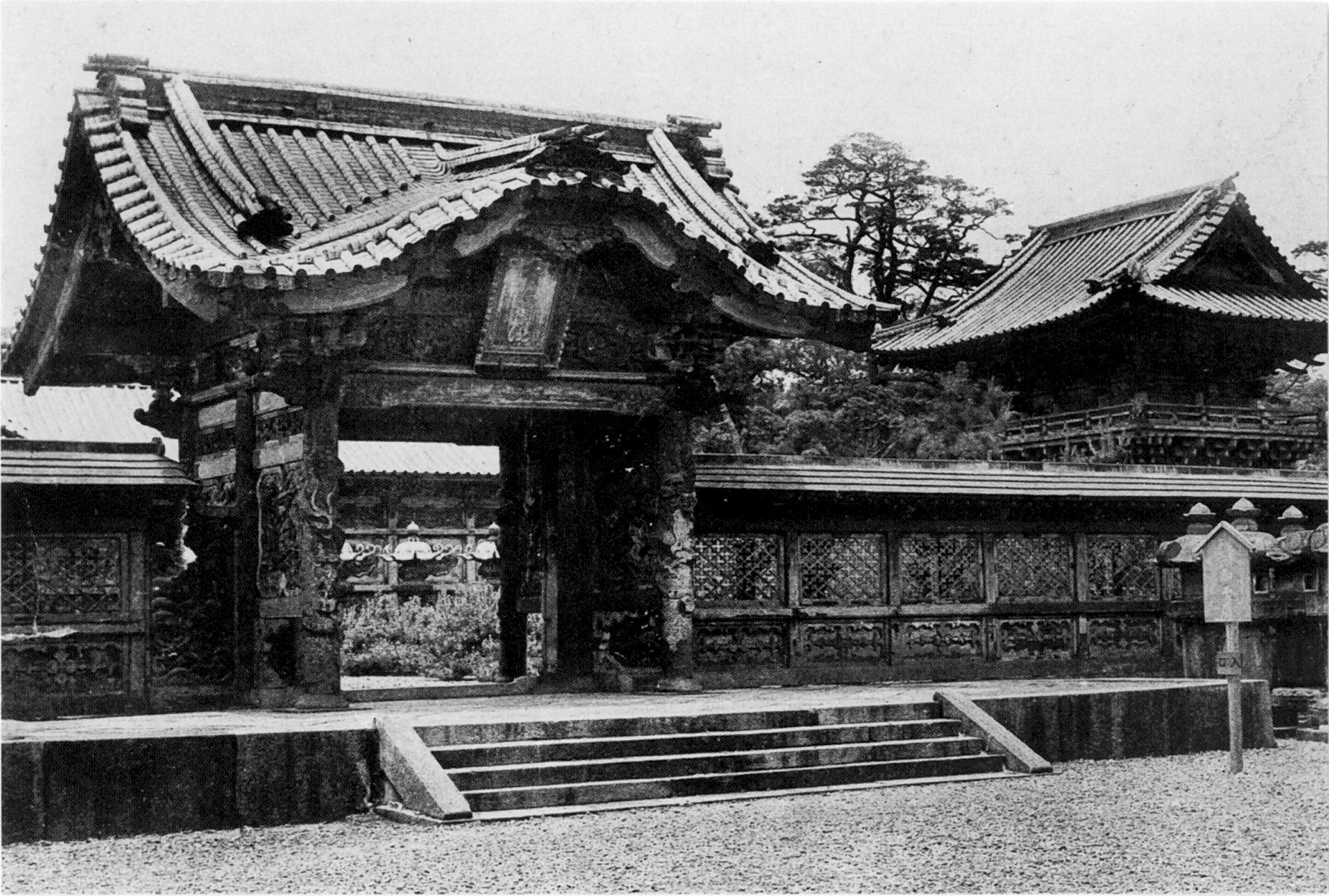
有章院霊廟　勅使門　（戦災で焼失）

増上寺には、徳川将軍15代のうち、6人（秀忠、家宣、家継、家重、家慶、家茂）が葬られている。
第二次世界大戦前には台徳院（秀忠）霊廟、崇源院（秀忠夫人）霊牌所、文昭院（家宣）霊廟、有章院（家継）霊廟が旧・国宝（建造物）に指定されており、その壮大さは日光東照宮に引けを取らないものだったが、1945年（昭和20年）に2度の空襲があり3月10日に北廟68棟が被災、続く5月25日に南廟28棟が被災し、その建造物群のほとんどを焼失した。2021年（令和3年）現在は台徳院霊廟の門4棟、有章院霊廟二天門、文昭院霊廟奥院中門（鋳抜門）、ならびに文昭院・有章院等の宝塔8基（後述）を残すのみである。

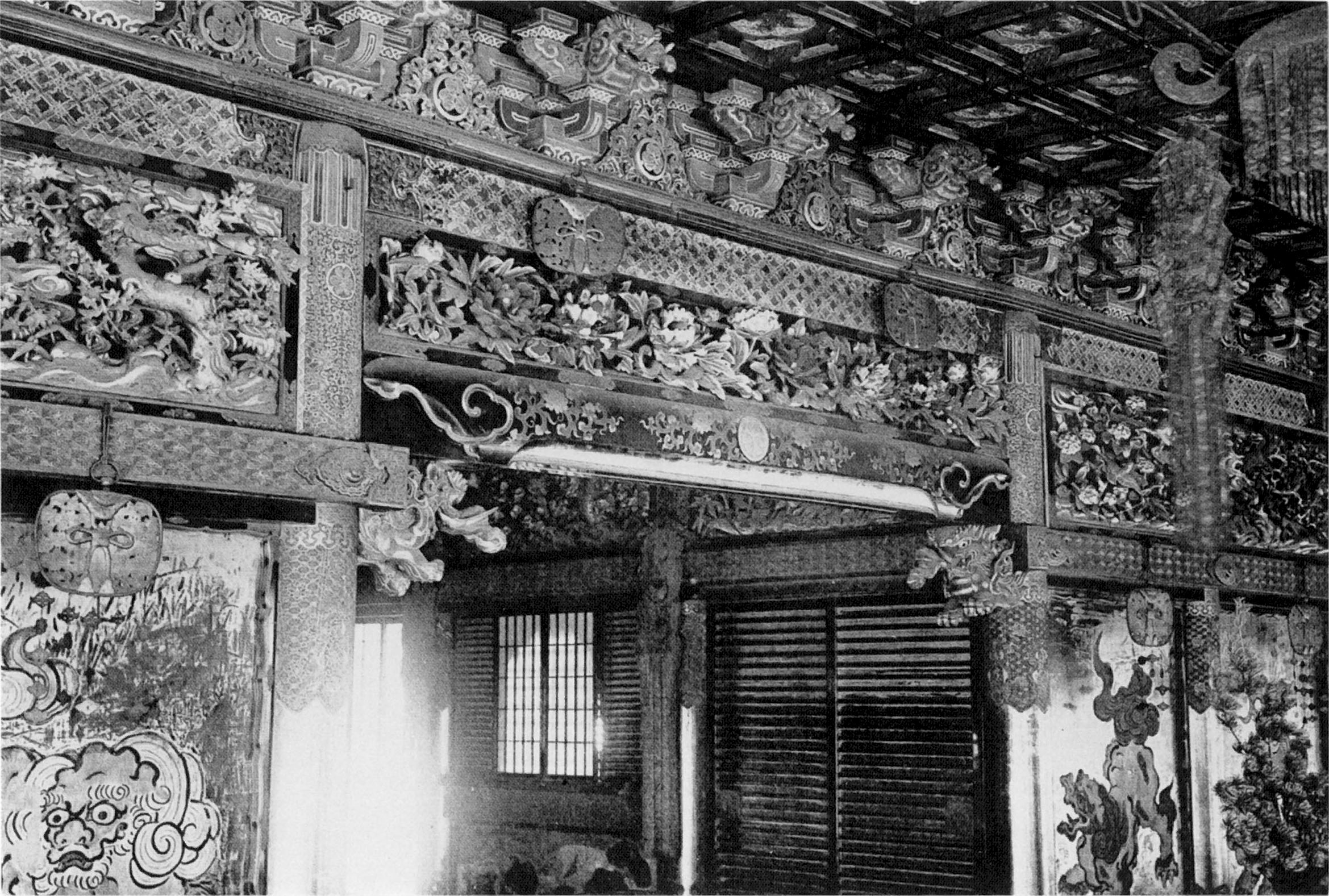
文昭院殿霊廟　拝殿内部　（戦災で焼失）

焼け残った建築のうち以下のものが重要文化財に指定されている。
- 台徳院霊廟 惣門（芝公園・ザ・プリンスパークタワー東京内）
- 台徳院霊廟 勅額門、丁字門、御成門（以上3棟はホテル建設に際し、埼玉県所沢市のユネスコ村（現・狭山不動尊）に移築されている）
- 有章院霊廟 二天門（芝公園・東京プリンスホテル内）柵で仕切られており、塗装も随所に剥げ落ち老朽化が激しかったが、平成の大改修で2015年（平成27年）より約3年の期間をかけて大規模な保存修理工事を行われた。

これらの霊廟に祀られていた遺体は、1958年（昭和33年）調査発掘され、その後桐ヶ谷斎場にて火葬された。徳川家墓所は増上寺安国殿の裏手に移転している。同墓所の入口の門（銅造）は、もとは文昭院霊廟の奥院の中門だったもの。霊廟跡地は、東京プリンスホテル（文昭院、有章院等）、ザ・プリンスパークタワー東京（台徳院、崇源院等）となっている。秀忠夫人の旧・崇源院霊牌所の一部が正保4年（1647年）に鎌倉建長寺に建替えのため移築され、現存する。
増上寺に隣接する芝東照宮は、元は家康を祀る増上寺安国殿であったが、神仏分離令の折に独立し神社化された。安国殿は増上寺の中で有力な支院で寺は反対したが、独立を阻止できなかった。
改葬後の増上寺徳川家墓所に立つ宝塔と被葬者は下記の通り。
- 旧・崇源院宝塔（石造） - 第二代将軍秀忠（台徳院）、同夫人（崇源院）の墓塔。台徳院宝塔は戦災で焼失したため、元の崇源院宝塔に夫妻が合祀されている。墓所内、入口から見て右列のもっとも奥にある。
- 旧・文昭院宝塔（銅造） - 第六代家宣（文昭院）、同夫人（天英院）の墓塔。墓所内、左列のもっとも奥にある。
- 有章院宝塔（石造） - 第七代家継（有章院）の墓塔。墓所内、右列の秀忠夫妻墓の手前にある。
- 惇徳院宝塔（石造） - 第九代家重（惇徳院）の墓塔。墓所内、右列の家継墓の手前にある。
- 慎徳院宝塔（石造） - 第十二代家慶（慎徳院）の墓塔。墓所内、右列のもっとも手前にある。
- 昭徳院宝塔（石造） - 第十四代家茂（昭徳院）の墓塔。墓所内、左列の家宣夫妻墓の手前にある。
- 静寛院宮宝塔（銅造） - 家茂夫人和宮（静寛院）の墓塔。墓所内、左列の家茂墓の手前にある。
- 合祀塔（石造） - 墓所内、左列のもっとも手前にある。家宣の父・綱重（清揚院）、五代綱吉の生母・桂昌院、十一代家斉の正室・広大院、十三代家定の正室・天親院、家宣の側室・月光院、家斉の側室・契真院、家慶の側室である見光院・殊妙院。その他計35名の将軍家ゆかりの子女が合祀されている。合祀以前はそれぞれ宝塔・墓が独立していた。2021年（令和3年）現在の合祀塔は、元は月光院宝塔であった。

- 徳川家墓所門（2019年（令和元年）11月撮影）
- 第二代秀忠、同夫人の宝塔（2019年（令和元年）11月撮影）
- 第六代家宣、同夫人の宝塔（2019年（令和元年）11月撮影）
- 第七代家継の宝塔（2019年（令和元年）11月撮影）
- 第九代家重の宝塔（2019年（令和元年）11月撮影）
- 第十二代家慶の宝塔（2019年（令和元年）11月撮影）
- 第十四代家茂の宝塔（2019年（令和元年）11月撮影）
- 家茂夫人の宝塔（2019年（令和元年）11月撮影）
- 合祀塔（2019年（令和元年）11月撮影）

## 文化財

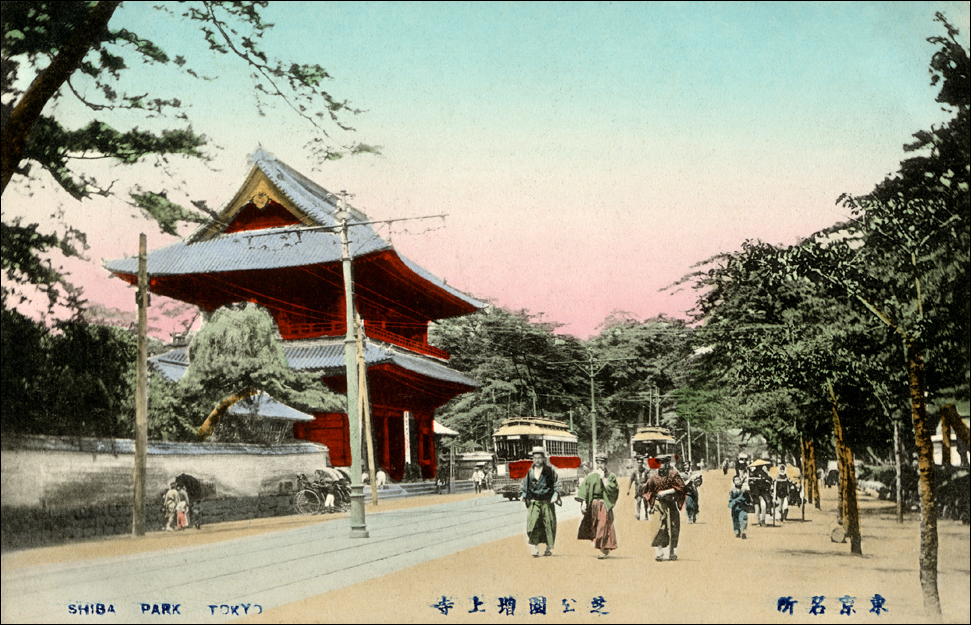
芝公園絵はがき（大正時代）

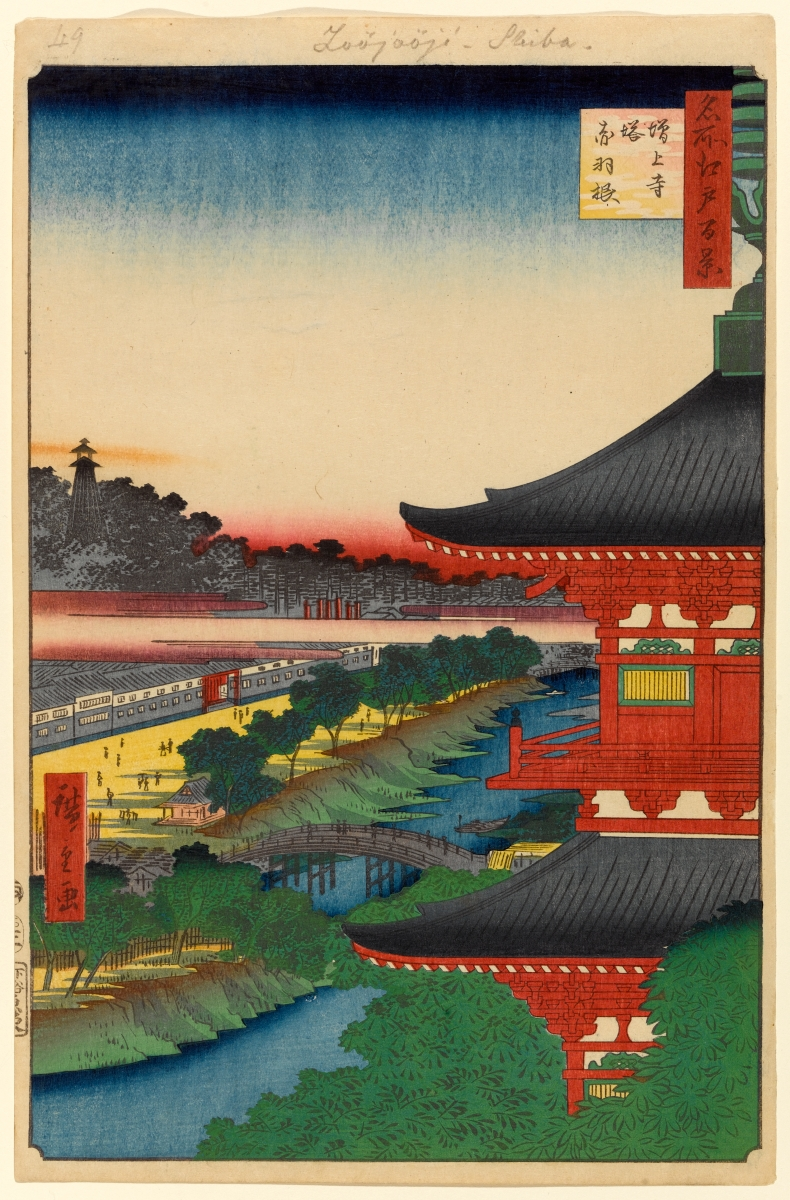
歌川広重『名所江戸百景』増上寺塔赤羽根

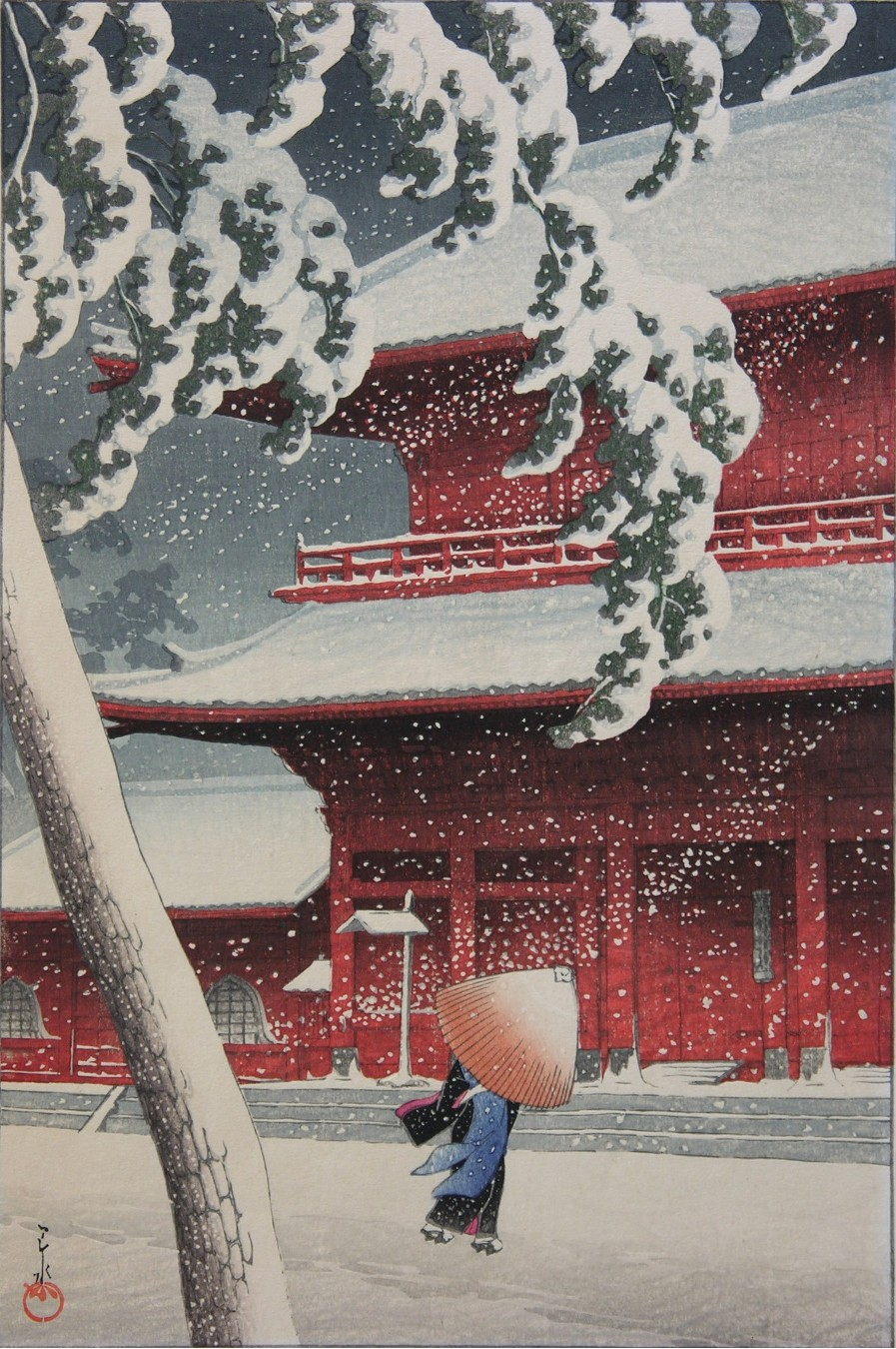
川瀬巴水「東京二十景」より 『芝 増上寺』
（1925年）

### 重要文化財
- 三解脱門（三門） - 江戸時代前期（元和7年（1621年））の建立。五間三戸二階二重門、入母屋造、本瓦葺[3]。1915年（大正4年）3月26日指定。
- 紙本著色法然上人伝 2巻（東京国立博物館に寄託） - 鎌倉時代の作品。1899年（明治32年）8月1日指定。
- 大蔵経 - 宋版5,356帖・元版5,386帖・高麗版1,259冊 - 南宋・元・高麗時代の作品。1899年（明治32年）8月1日指定。12～13世紀に中国の南宋・元、朝鮮半島の高麗の各時代に、当時最高の技術で制作された版木による木版経典群[16]。徳川家康が収集し増上寺に寄進したもので、総数は約1万2千点[16]。東アジアの漢字文化と印刷文化の至宝として高く評価されている[16]。「増上寺が所蔵する三種の仏教聖典叢書」としてユネスコの「世界の記憶」に登録されることが2025年4月17日に正式に決められた[16]。
- 花園天皇宸翰宸記目録 上 - 1978年（昭和53年）6月15日指定。

他に旧・国宝建造物の開山堂があったが、五重塔などと共に第二次世界大戦で焼失した。
重要文化財の台徳院霊廟惣門と有章院霊廟二天門は増上寺ではなく、個人の所有である。

### 東京都指定有形文化財
- 経蔵
- 木造阿弥陀如来坐像（本尊）
- 木造釈迦如来・両脇侍像
- 木造十六羅漢像
- 木造広目天・多聞天立像
- 木造四天王立像

### 旧・総門「大門」
周辺の地名や駅名としても使われている「大門」は、増上寺の旧・総門のことを指す。
大門は、増上寺が明治維新の上地令により寺領が奪われるなどして経済的に困窮し維持できなくなったため東京府に寄付され、東京府の所有となっていた。前述の通り、現在の大門は1937年（昭和12年）に東京市が市民の寄付を募って従来の意匠のまま高さを1.5倍の5.25mにし、コンクリート造りで改築したものであるが、その後何らかの理由で東京都の財産目録から抜け落ちてしまい、所有者が確認できなくなっていた。
増上寺では1974年（昭和49年）頃から東京都に対し境内整備の一環として大門の譲与を求めていたが、東京都から「財産目録にないものは譲与できない」とされて応じられず、長らく所有者不明のまま放置されてきた。その影響もあって大門は老朽化が進んでしまい、東日本大震災で瓦の一部が落下して安全性に不安が示されたこともあって、2011年（平成23年）に地元企業で作る「大門振興会」から増上寺に対し大門の塗り替えの依頼がなされたことからマスコミなどでもこの問題が取り上げられて返還の機運が高まった。
その後、東京都が調査を行い、都の所有物であり都の財産台帳から誤って抹消されたものであると認めると同時に、大門の建物としての鑑定を行い資産的価値はないものとして増上寺に無償で譲与することを決定。2016年（平成28年）3月25日に東京都と増上寺の間で契約書を取り交わし、東京都から増上寺に返還された。
2016年（平成28年）4月までに、増上寺は港区に対し大門の文化財指定を申請しており、港区はこの申請をもって区道上にある大門の道路占有料を免除するとの方針を示している。
2017年（平成29年）9月27日に、港区の有形文化財に指定された。
2017年（平成29年）、増上寺により耐震調査の上、耐震補強・外観化粧直しが行われた。

## 歴代法主
※ ()内は何代目かを記す。
- 酉譽聖聡(1)  →  聡譽酉仰(2)  →  音譽聖観(3)  →  隆譽光冏(4)  →  天譽了聞(5)  →  僧譽知雲(6)  →  親譽周仰(7)  →  杲譽天啓(8)  →  道譽貞把(9)  →  感譽存貞(10)  →  雲譽円也(11)  →  源譽存応(12)  →  正譽廓山(13)  →  桑譽了的(14)  →  円譽潮竜(15)  →  深譽伝察(16)  →  照譽了学(17)  →  定譽随波(18)  →  登譽知童(19)  →  南譽雪念(20)  →  業譽還無(21)  →  暁譽位産(22)  →  遵譽貴屋(23)  →  本譽路白(24)  →  頓譽智哲(25)  →  森譽歴天(26)  →  乗譽珂天(27)  →  広譽詮雄(28)  →  信譽巌宿(29)  →  生譽霊玄(30)  →  流譽故岩(31)  →  貞譽了也(32)  →  詮譽白玄(33)  →  証譽雲臥(34)  →  湛譽門周(35)  →  顕譽祐天(36)  →  松譽詮察(37)  →  演譽白随(38)  →  学譽冏鑑(39)  →  衍譽利天(40)  →  通譽頓秀(41)  →  尊譽了般(42)  →  走譽連察(43)  →  門譽覚瑩(44)  →  成譽大玄(45)  →  妙譽定月(46)  →  歓譽弁秀(47)  →  典譽智英(48)  →  豊譽霊応(49)  →  便譽隆善(50)  →  現譽満空(51)  →  統譽円宣(52)  →  嶺譽智堂(53)  →  倫譽念海(54)  →  熏譽在禅(55)  →  教譽典海(56)  →  騰譽実海(57)  →  空譽舜従(58)  →  宝譽顕了(59)  →  宝譽顕了(60)  →  功譽念成(61)  →  明譽徳翁(62)  →  瑞譽巨東(63)  →  梵譽密賢(64)  →  章譽智典(65)  →  冠譽慧厳(66)  →  闡譽教音(67)  →  等譽明賢(68)  →  石井大宣(温譽)(69)  →  福田行誡(立譽)(70)  →  日野霊瑞(鳳譽)(71)  →  吉水玄信(馨譽)(72)  →  日野霊瑞(鳳譽)(73)  →  義応(交譽)(74)  →  野上運海(竟譽)(75)  →  山下現有(孝譽)(76)  →  堀尾貫務(安譽)(77)  →  山下現有(孝譽)(78)  →  道重信教(澄譽)(79)  →  岩井智海(願譽)(80)  →  大島徹水(清譽)(81)  →  椎尾弁匡(性譽)(82)  →  大野法道(徹譽)(83)  →  藤井実応(明譽)(84)  →  中村康隆(心譽)(85)  →  藤堂恭俊(仁譽)(86)   →  成田有恒(超譽)(87)   →  八木季生(戒譽)(88)   →  小澤憲珠(光譽)(89)
- ※ 59世と60世、71世と73世、76世と78世は同一人物。

## 境内

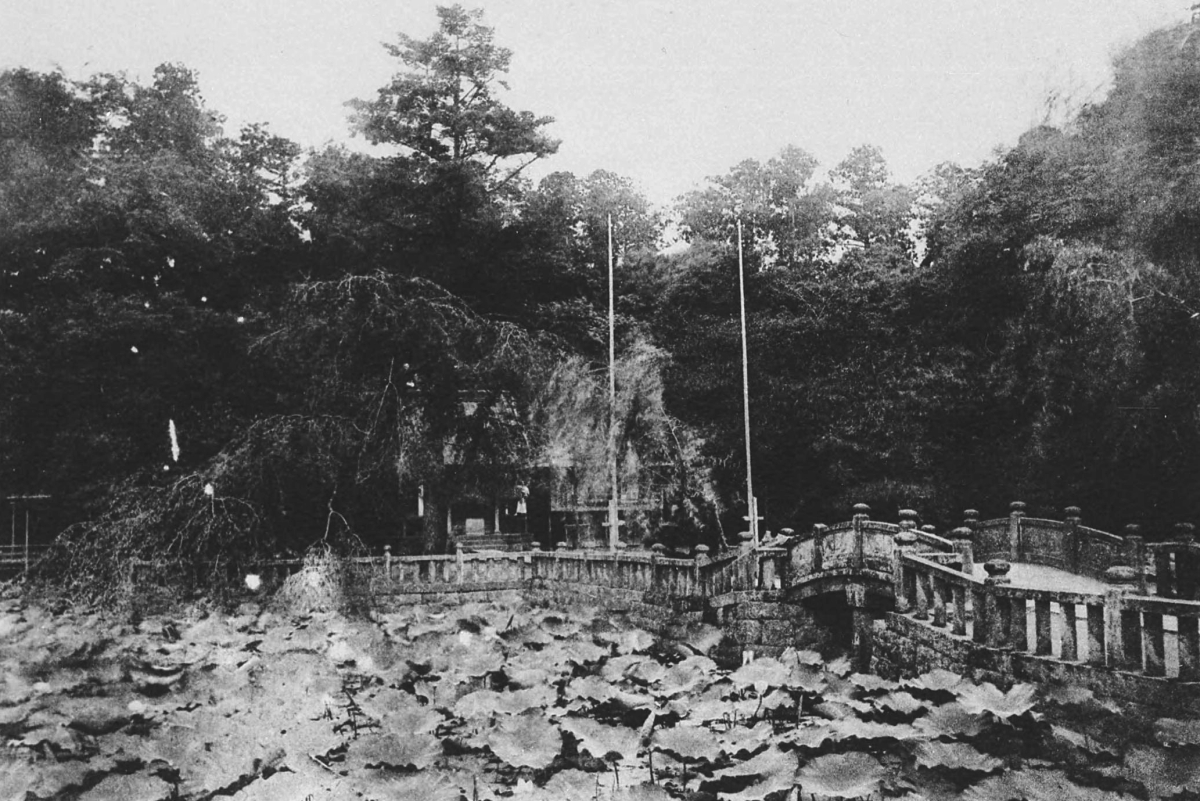
1893年（明治26年）の蓮池と弁財天

- 蓮池 - かつて本堂の背後にあった池。元は当地を流れる川の大きな淵だったものが、増上寺の池となったもの。天正年間（天正元年（1573年） - 天正20年（1592年））に鳥居坂の女性が身を投げたと伝わる。女性の名は「ゆり」とも「さよ」ともいい、「さよが池」の呼称もあった。蓮の異称「木芙蓉」から芙蓉池とも呼んだ。[21]

## 貸出
テレビ番組の中継や企業のパーティー向けに境内を貸りることが可能である。古くは1980年代に音楽番組「ザ・ベストテン」で吉川晃司が境内からの中継を行ったほか、2010年代にもフェラーリの新型車「458スパイダー」の発表会およびパーティーの会場として使われている。

## ギャラリー
- 大門（2006年（平成18年）6月撮影）
- 大門（2019年（令和元年）11月撮影）
- 安国殿（2019年（令和元年）5月撮影）
- 大梵鐘（2019年（令和元年）11月撮影）
- 大梵鐘（高さ1丈、重さ4千貫）（2019年（令和元年）11月撮影）
- 水盤舎（2010年（平成22年）1月撮影）
- 阿波丸事件殉難者之碑（2010年（平成22年）1月撮影）
- ホテルニュージャパン火災犠牲者慰霊の聖観世音菩薩像（2021年（令和3年）3月撮影）

## アクセス
- 都営地下鉄三田線 - 御成門駅・芝公園駅
- 都営地下鉄浅草線・大江戸線 - 大門駅
- JR京浜東北線・山手線・東京モノレール - 浜松町駅

## 関連文献
- 吉水成正「増上寺と江戸幕府」『佛教文化学会紀要』第1996巻4 - 5号、佛教文化学会、1996年、1 - 30頁、doi:10.5845/bukkyobunka.1996.1。
- 『角川日本地名大辞典13 東京都』,角川日本地名大辞典編さん委員会、角川書店、1978年、p577
- 吉田政博「中世武蔵国における浄土宗の展開過程」『戦国期東国の宗教と社会』吉川弘文館、2022年、ISBN 978-4-642-02973-5
- 斎藤長秋 編「巻之一 天枢之部 三縁山増上寺」『江戸名所図会』 一、有朋堂書店〈有朋堂文庫〉、1927年、202-216頁。NDLJP:1174130/107。